# بیجاربنه (لاهیجان)
بیجاربنه ، روستایی از توابع بخش مرکزی آستانه اشرفیه استان گیلان ایران است. این روستا در دهستان کیسم قرار دارد و بر اساس سرشماری مرکز آمار ایران در سال ۱۳۹۵،جمعیت آن ۲۴ نفر بوده است.

## جمعیت
این روستا در دهستان کیسم قرار دارد و بر اساس سرشماری مرکز آمار ایران در سال ۱۳۹۵،جمعیت آن ۲۴ نفر بوده است.